# Almásfüzitő
Almásfüzitő je vas na Madžarskem, ki upravno spada pod podregijo Komáromi Županije Komárom-Esztergom.